# Phonotype
La Phonotype Record S.r.l. è una casa discografica italiana.

## Storia della Phonotype Record
Fondata nel 1901 a Napoli da Raffaele Esposito con la denominazione Società Fonografica Napoletana (il nome attuale verrà adottato nel 1911), è stata la prima casa discografica nata in Italia, e tra le prime al mondo ad avere uno stabilimento autonomo per la fabbricazione di dischi.
La sede è in via Enrico De Marinis 4.
Per molti anni ha pubblicato dischi a 78 giri di artisti storici come il cantante lirico Giuseppe Godono, Gilda Mignonette e Nicola Maldacea, passando poi negli anni cinquanta ai 45 giri e ai 33. È stata anche la prima casa discografica a lanciare un giovanissimo Bruno Venturini nel 1959.
A Raffaele successe il figlio, il commendatore Americo Esposito, che fu affiancato, per lunghi anni, nella conduzione aziendale dal figlio primogenito Raffaele. Solo successivamente sono subentrati, alla morte del commendatore Americo, avvenuta nell'anno 1956, per lascito ereditario, anche gli altri fratelli Fernando, Roberto ed Enzo Esposito (questi ultimi presenti nel film Passione di John Turturro per dare una testimonianza sul mutamento della Canzone napoletana negli anni).
Alla casa editrice si sono affiancate le Edizioni musicali Piccola Vela, che pubblicavano quasi tutte le canzoni stampate dall'etichetta.
Negli anni settanta la direzione artistica dell'etichetta è stata affidata al poeta e paroliere Alberto Sciotti.
Nel corso degli anni la famiglia Esposito ha dato vita anche ad altre etichette, sempre distribuite dalla Phonotype, come la Junghans, la Leondisco, la Cadis, la Euro Play, la Universal, la Bella Record, la Fans o la Kappaò; ha inoltre distribuito altre etichette di cui non era proprietaria, come ad esempio la MA Record, fondata da Mario Abbate, o La Mela, di proprietà dei Campanino.
A partire dagli anni 80, quando Raffaele, che da sempre era stato promotore di nuove tecnologie da intraprendere per lo sviluppo aziendale, per divergenze di conduzione ha lasciato la società, l'attività della stessa ha subito un ridimensionamento, limitandone anche il numero di produzioni .
Nel docufilm "Vinilici. Perché il vinile ama la musica (2018), regia di Fulvio Iannucci, la Phonotype compare con l'intervista a Fernando Esposito che racconta le origini della casa di registrazione. Nel docufilm è presente l'emozionante incontro tra Fernando e Bruno Venturini, che ritorna alla Phonotype per la prima volta da quando l'aveva lasciata. Nel 2019 la phonotype per il compimento di 100 anni di attività è stata premiata dalla Confcommercio insieme alle aziende più longeve d’Italia . Ancora oggi continua l’attività di studio di registrazione .

## I dischi pubblicati
Tutte le informazioni riguardanti i dischi, compreso il numero di catalogo e la datazione provengono dai supporti fonografici dell'archivio della Discoteca di stato italiana.

### 78 giri
| Numero di catalogo | Anno | Interprete                             | Titolo Album                                       |
| ------------------ | ---- | -------------------------------------- | -------------------------------------------------- |
| PH 00614           | 1911 | Diego Giannini                         | ‘A serenata d’’o marenaro/‘A fussetella            |
| PH 00949           | 1914 | Giuseppe Godono                        | ‘A canzone ‘e Pusilleco/Tu ca nun chiagne          |
| PH 01305           | 1914 | Elvira Donnarumma                      | Falena argentina/Stornelli semplici                |
| PH 01306           | 1914 | Elvira Donnarumma                      | Senza fretta/Primmamatina                          |
| PH 01308           | 1914 | Elvira Donnarumma                      | Il bruno bersagliere/Canta abbrile                 |
| PH 01498           | 1915 | Elvira Donnarumma e Roberto Ciaramella | Nun facite ‘o… farenella!/Donna Fifì               |
| PH 01665           | 1916 | Elvira Donnarumma                      | Sciampagnaria bella/La signorina del cinematografo |
| PH 01825           | 1917 | Roberto Ciaramella                     | Vita ‘e marenare/Tammurriata nuvella               |
| PH 01955           | 1918 | Elvira Donnarumma                      | Torna al paesello/Bambola                          |
| PH 01957           | 1918 | Elvira Donnarumma                      | Stornelli dei soldati/'O piano 'e guerra           |
| PH 01972           | 1918 | Elvira Donnarumma                      | La figlia della strada/Dice a mamma                |
| 2038               | 1922 | Giuseppe Godono                        | Come le rose/Follie di gioventù                    |
| N. 3651            | 1923 | Giuseppe Godono                        | Serenata a Surriento/Pietà signore                 |
| E. 3951            | 1924 | Vittorio Parisi                        | Dorme Maria/Mandulinata 'e stelle                  |
| E. 3952            | 1924 | Vittorio Parisi                        | 'A terra mia/Figliole 'e Napule                    |
| E. 5492            | 1930 | Vittorio Parisi                        | Serenata a Surriento/Torna maggio                  |

### 33 giri
| Numero di catalogo | Anno       | Interprete                                  | Titolo Album                                           |
| ------------------ | ---------- | ------------------------------------------- | ------------------------------------------------------ |
| AZQ 40001          | 1969       | Gino Maringola                              | Tutta la vita di Turi Giuliano                         |
| AZQ 40002          | 1969       | Gino Maringola                              | Abruzzo e Molise                                       |
| AZQ 40003          | 1969       | Gino Maringola                              | Buon divertimento Volume 1°                            |
| AZQ 40004          | 1969       | Gino Maringola                              | Folklore d'Italia                                      |
| AZQ 40005          | 1970       | Gino Maringola                              | Buon umore e canzoni                                   |
| AZQ 40006          | 1970       | Gino Maringola                              | Tutta la vita di Benito Mussolini                      |
| AZQ 40007          | 1970       | Coro Val Leogra                             | Le canzoni della Resistenza                            |
| AZQ 40008          | 1970       | Franco Nico                                 | Le canzoni di Ischia                                   |
| AZQ 40009          | 1970       | Gilda Mignonette                            | Gilda Mignonette Volume 1°                             |
| AZQ 40010          | 1970       | Vittorio Parisi                             | Vittorio Parisi Volume 2°                              |
| AZQ 40011          | 1971       | Tony Bruni                                  | Vita 'e notte                                          |
| AZQ 40012          | 1971       | Ferdinando Rubino                           | Ferdinando Rubino Volume 3°                            |
| AZQ 40013          | 1971       | AA.VV.                                      | I grandi della canzone napoletana cantano Libero Bovio |
| AZQ 40015          | 1971       | Salvatore Papaccio                          | Salvatore Papaccio Volume 5°                           |
| AZQ 40016          | 1971       | Gennaro Pasquariello                        | Gennaro Pasquariello Volume 7°                         |
| AZQ 40017          | 1971       | Ria Rosa                                    | Ria Rosa Volume 6°                                     |
| AZQ 40018          | 1971       | Gino Maringola                              | Napoli allegra                                         |
| AZQ 40019          | 1971       | Tony Bruni                                  | Tony Bruni Volume 2°                                   |
| AZQ 40020          | 1971       | Dino Prota                                  | Le canzoni della mala                                  |
| AZQ 40021          | 1971       | Nicola Maldacea                             | Nicola Maldacea Volume 8°                              |
| AZQ 40022          | 1972       | Tony Bruni                                  | Tony Bruni Volume 3°                                   |
| AZQ 40024          | 1972       | Lina Resal                                  | Lina Resal Volume 9°                                   |
| AZQ 40025          | 1972       | Carlo Buti                                  | Carlo Buti Volume 10°                                  |
| AZQ 40026          | 1973       | Tony Bruni                                  | Tony Bruni Volume 4°                                   |
| AZQ 40027          | 1974       | Tony Bruni                                  | Chi è 'nnammurato 'e te                                |
| AZQ 40028          | 1974       | Tony Bruni                                  | Fronna 'e limone                                       |
| AZQ 40029          | 1972       | Pietro Mazzone                              | Pietro Mazzone Volume 11°                              |
| AZQ 40030          | 1974       | Fernando De Lucia                           | Fernando De Lucia Volume 12°                           |
| AZQ 40031          | 1975       | Tempo Di Percussione                        | Omonimo                                                |
| AZQ 40032          | 1975       | Tony Bruni                                  | Carrettino siciliano                                   |
| AZQ 40033          | 1975       | Tony Bruni                                  | Tony Bruni Vol. 8                                      |
| AZQ 40034          | 1976       | Veronica Dei                                | 'O paese d''a comodità                                 |
| AZQ 40035          | 1976       | Tony Bruni                                  | Tony Bruni Volume 9°                                   |
| AZQ 40036          | 1976       | Tony Bruni                                  | Tony Bruni canta Sicilia, arsa terra mia               |
| AZQ 40037          | 1976       | AA.VV.                                      | La Napoli di Giuseppe Cioffi                           |
| AZQ 40038          | 1976       | Anna e Roberto Ciaramella                   | Anna e Roberto Ciaramella                              |
| AZQ 40039          | 1976       | Tony Bruni                                  | Tony Bruni Volume 11°                                  |
| AZQ 40040          | 1977       | Mariarosaria Natoli                         | Mamma Terra                                            |
| AZQ 40042          | 1977       | Eva Nova                                    | Eva Nova Volume 13°                                    |
| AZQ 40043          | 1977       | Carlo Buti                                  | Carlo Buti Volume 14°                                  |
| AZQ 40044          | 1978       | Teatro Popolare Casertano                   | Canto In Discanto                                      |
| AZQ 40045          | 1978       | Tony Bruni                                  | Tony Bruni Vol. 13                                     |
| AZQ 40046          | 1978       | Franco Cipriani                             | Malincunia d'ammore                                    |
| AZQ 40047          | 1978       | Tony Bruni                                  | Ceveze rosse                                           |
| AZQ 40050          | 1979       | Franco Cipriani                             | Franco Cipriani                                        |
| AZQ 40054          | 1980       | Franco Cipriani                             | Franco Cipriani Vol. 3 - Il sogno l'amore la rabbia    |
| AZQ 40055          | 1980       | Armando Gill                                | Armando Gill Volume 15°                                |
| AZQ 40056          | 1980       | Pino Mauro                                  | Immagine                                               |
| AZQ 40057          | 1981       | Franco Cipriani                             | Doppio gioco                                           |
| AZQ 40063          | 1982       | Franco Cipriani                             | Franco Cipriani Volume 5                               |
| AZQ 40066          | 1982       | Vera Stella (Valentina Stella)              | 'Na vranca 'e rena                                     |
| AZQ 40067          | 1983       | Tony Bruni                                  | Tony Bruni Volume 21°                                  |
| AZQ 40072          | 1984       | Tony Bruni                                  | Tony Bruni Vol. 23                                     |
| AZQ 40073          | 1984       | Pino Mauro & Vera Stella (Valentina Stella) | Pino Mauro & Vera Stella                               |
| AZQ 40074          | 1984       | Tony Bruni                                  | Tony Bruni Volume 24°                                  |
| AZQ 40076          | 1984       | Nunzia Marra                                | Arcobaleno                                             |
| AZQ 40077          | 1984       | Emilia Veldes                               | Emilia Veldes Volume 21°                               |
| AZQ 40079          | 1984       | Vera Stella (Valentina Stella)              | E mi chiamavi bambola                                  |
| AZQ 40080          | 1984       | Tony Bruni                                  | Tony Bruni Vol. 25                                     |
| AZQ 40082          | 1984       | Nunzia Marra                                | La Napoli verace di Nunzia Marra                       |
| AZQ 40087          | 1984       | Nunzia Marra                                | La vera tradizione di Napoli                           |
| AZQ 40088          | 1985       | Tony Bruni                                  | Tony Bruni Volume 26°                                  |
| AZQ 40089          | 1986       | Tony Bruni                                  | Madonna d''o mare                                      |
| AZQ 40095          | 1987       | Laura Grey (Cinzia)                         | Come stai                                              |
| AZQ 40096          | 1987       | Vera Stella (Valentina Stella)              | Due volti di Vera Stella                               |
| AZQ 40104          | 1987       | Antonello Rondi                             | Io m'arricordo 'e Napule                               |
| AZQ 40106          | 1988       | Maria Del Monte                             | Comicamente                                            |
| AZQ 40111          | 1988       | Tony Bruni                                  | Volume 31°                                             |
| AZQ 40117          | 1989       | Mirna Doris                                 | Napoli... una donna                                    |
| AZQ 40119          | 1989       | Tony Bruni                                  | Volume 32°                                             |
| AZQ 40120          | 1989       | Mario Da Vinci                              | I miei successi (Nuove incisioni)                      |
| AZQ 40121          | 1989       | Mario Da Vinci                              | Cantando all'italiana                                  |
| AZQ 40122          | 1989       | Mario Da Vinci                              | Canzoni d'autore                                       |
| AZQ 40123          | 1989       | Mario Da Vinci                              | Le canzoni Sceneggiata                                 |
| AZQ 40125          | 1989       | Mirna Doris                                 | Napoli... una donna vol. 2                             |
| AZQ 40126          | 1989       | Nunzia Marra                                | 'Nnammuratella mia                                     |
| AZQ 40136          | 1991       | Tony Bruni                                  | Volume 33°                                             |
| AZQ 40137          | 1991       | Mirna Doris                                 | Napoli... una donna vol. 3                             |
| AZQ 40138          | 1991       | Tony Bruni                                  | Volume 34°                                             |
| AZQ 40140          | 1991       | Tony Bruni                                  | Volume 35°                                             |
| AZQ 40143          | 1991       | Franco Cipriani                             | Serenata alla mia bella                                |
| AZQ 40148          | 1992       | Tony Bruni                                  | Volume 36°                                             |
| AZQ 40149          | 1992       | Giulietta Sacco                             | Folk                                                   |
| AZQ 40157          | 1992       | Mirna Doris                                 | Napoli... una donna vol. 4                             |
| . AZQ 40161        | John Shark | Non può piovere per sempre                  | 2008                                                   |
|                    |            |                                             |                                                        |

.

### 33 giri - Serie ZSLP
| Numero di catalogo | Anno | Interprete  | Titolo Album                             |
| ------------------ | ---- | ----------- | ---------------------------------------- |
| ZSLP 55861         | 1977 | Nino Fiore  | Nino Fiore - Selezione napoletana Vol. 4 |
| ZSLP 55862         | 1977 | Tony Bruni  | Tony Bruni - Selezione napoletana Vol. 6 |
| ZSLP 55863         | 1977 | Tony Bruni  | Tony Bruni - Selezione napoletana Vol. 3 |
| ZSLP 55864         | 1978 | Angela Luce | Selezione napoletana                     |
| ZSLP 55873         | 1979 | Tony Bruni  | Tony Bruni Vol. 15                       |

### 45 giri
| Numero di catalogo | Anno | Interprete                                                       | Titolo Album                                                 |
| ------------------ | ---- | ---------------------------------------------------------------- | ------------------------------------------------------------ |
| LS 21              | 196x | Gino Maringola                                                   | La bicicletta/Lu spusalizio                                  |
| PH 43              | 1963 | Tony Astarita                                                    | Dannazione/Spina avvelenata                                  |
| LS 46              | 1963 | Gino Maringola                                                   | Rusinella/Tu si 'nnata c''a cammesella                       |
| LS 47              | 1963 | Gino Maringola                                                   | ..E quanta fa la mamma pe' la figlia/'stu mulise scunusciute |
| PH 58              | 1964 | Michelangelo Verso                                               | Vitti 'na crozza/Ciuri ciuri                                 |
| PH 59              | 1964 | Michelangelo Verso                                               | Tutte si maritaru/A lu mercatu                               |
| PH 60              | 1964 | Michelangelo Verso                                               | Giorno di nozze/Canto la mia canzone                         |
| PH 66              | 1965 | Luciano Tomei e I Lloyd's                                        | Clementine cherie/Un addio                                   |
| LS 92              | 1965 | Gino Maringola                                                   | Chi ha truvato mia moglie/'o saciccio e a sopressata         |
| LS 93              | 1965 | Gino Maringola                                                   | 'o saciccio do figlio e don Ciccio/'o capretto 'e Cucumetto  |
| LS 98              | 1965 | Gino Maringola                                                   | La campagnola/Andando a spasso                               |
| LS 100             | 1965 | Gino Maringola                                                   | Peppino Musolino (bandito di Aspromonte)pt. 1/ pt. 2         |
| LS 101             | 1965 | Gino Maringola                                                   | Nicola Morra (bandito di Cerignola) pt. 1/ pt. 2             |
| LS 110             | 1965 | Gino Maringola                                                   | Brunetta mia simpatica/Il fazzolettino                       |
| LS 111             | 1965 | Gino Maringola                                                   | Te potevi marita'/Fiore fiorin fiorello                      |
| LS 112             | 1965 | Gino Maringola                                                   | 'E quatte frate/'A canzone d'e diebbete                      |
| LS 113             | 1965 | Gino Maringola                                                   | Buon principio d'anno/O' fatto d'o capitone                  |
| LS 118             | 1965 | Gino Maringola                                                   | Quel mazzolin di fiore/Lo spazzacammino                      |
| LS 119             | 1965 | Gino Maringola                                                   | Due ragazze si divertono/il molinaro                         |
| LS 120             | 1965 | Gino Maringola                                                   | La Teresina/La storia di una sposa                           |
| LS 121             | 1965 | Gino Maringola                                                   | La storia di Cecilia (pt. 1)/ La storia di Cecilia (pt. 02)  |
| TP 130             | 1965 | Gino Maringola                                                   | Na vota ca sci... 'na vota ca no/Siciliana bruna             |
| TP 131             | 1965 | Gino Maringola                                                   | Rosabella del Molise/Piemontesina                            |
| LS 132             | 1965 | Gino Maringola                                                   | La mogliera/La caccavella                                    |
| TP 133             | 1965 | Gino Maringola                                                   | Reginella campagnola/La romanina                             |
| RF 134             | 1965 | Mario Fiorini                                                    | P''a stessa strada/Nun te fa' cchiu' vede'                   |
| LS 146             | 1965 | Anna D'Onofrio & Gino Maringola (lato A)/Gino Maringola (lato B) | Stornelli ciociari/Caterinè ci, cì, Caterinè ci, cià         |
| RF 148             | 1965 | Lello Abbati                                                     | Bella/Che chiagne a ffa                                      |
| RF 149             | 1966 | Carla Boni                                                       | Ma pecchè?/Bella                                             |
| LS 180             | 1966 | Gino Maringola                                                   | La pillola/'O fischiariello                                  |
| PH 207             | 1967 | The Golden Men                                                   | Triste autunno/La nostra vita                                |
| PH 215             | 1967 | The Golden Men                                                   | Statale 16/Tu capirai                                        |
| PH 219             | 1969 | Franco Nico                                                      | Edenlandia/La giostra                                        |
| PH 223             | 1970 | The Golden Men                                                   | Nella mia mente... la libertà/Tempo di vivere                |
| LS 235             | 1971 | Gino Maringola                                                   | Le comari del mio paese/I ricordi de lu primmo ammore        |
| PH 261             | 1975 | Tony Bruni                                                       | Scapricciatiello/Canzuncella 'e malavita                     |
| PH 266             | 1976 | Tony Bruni                                                       | Spusarizio 'e carrettiere/E male lengue                      |
| UK 3050/3051       | 1980 | Gilda Mignonette (lato A)/Gennaro Pasquariello (lato B)          | 'A cartulina 'e Napule/Canzona appassiunata                  |